# Share the World
Share the World è un brano musicale dal gruppo musicale coreano TVXQ, pubblicato il 22 aprile 2009 come ventisettesimo singolo del gruppo. Il brano è stato utilizzato come undicesima sigla di apertura per gli episodi dal 373 al 394 dell'anime One Piece, in sostituzione della precedente sigla We Are! (2008 Remix Version), cover remixata di We Are! di Hiroshi Kitadani, prima sigla dell'anime. We Are! (2008 Remix Version) è presente come lato B di questo CD singolo. Il singolo è arrivato alla prima posizione della classifica Oricon dei singoli più venduti, vendendo 129,225 copie.

## Tracce
CD singolo
CD
1. Share the World - 3:29
2. We Are! (ウィーアー!?) - 3:37
3. Asu wa Kuru Kara (明日は来るから) (Radio Edit) -4:22
4. Share the World: Save a Remix (CD only) - 3:29
5. Share the World (Less Vocal) - 3:29
6. We Are! (Less Vocal) - 3:37

DVD
1. Share the World (Video clip)
2. Off Shot Movie

## Classifiche
| Classifica (2004) | Posizione massima |
| ----------------- | ----------------- |
| Giappone (Oricon) | 1                 |